# The Rutles
The Rutles fue una banda británica que parodiaba a The Beatles. Es una creación de Eric Idle (1943-), integrante del conjunto de humor británico Monty Python (1969-1983). Emitido originalmente como un pequeño capítulo en el programa Saturday Night Live, el éxito de público fue tan inmenso que se decidió producir un largometraje. Para ello, se contrató actores del famoso show televisivo como John Belushi (1949-1982), Bill Murray (1950-) y Dan Aykroyd (1952-).
En este film también hacían aparición Mick Jagger (1943-) haciendo de sí mismo e incluso George Harrison (1943-2001), integrante de Los Beatles y gran amigo de los Monty Python.

## Discografía (real)
La discografía real del grupo consta de tres LP.

### The Rutles(1978)
1. "Goose-Step Mama" (Nasty/McQuickly) - 2:18 (not on LP)
2. "Number One" (Nasty/McQuickly) - 2:52
3. "Baby Let Me Be" (Nasty/McQuickly) - 1:57 (not on LP)
4. "Hold My Hand" (Nasty/McQuickly) - 2:11 (shorter version)
5. "Blue Suede Schubert" (Nasty/McQuickly) - 2:13 (not on LP)
6. "I Must Be In Love" (Nasty/McQuickly) - 2:06
7. "With A Girl Like You" (Nasty/McQuickly) - 1:53
8. "Between Us" (Nasty/McQuickly) - 2:03 (not on LP)
9. "Living In Hope" (Womble) - 2:39
10. "Ouch!" (Nasty/McQuickly) - 1:52
11. "It's Looking Good" (Nasty/McQuickly) - 2:02 (not on LP)
12. "Doubleback Alley" (Nasty/McQuickly) - 2:57
13. "Good Times Roll" (Nasty/McQuickly) - 3:05
14. "Nevertheless" (O'Hara) - 1:29
15. "Love Life" (Nasty/McQuickly) - 2:52
16. "Piggy In The Middle" (Nasty/McQuickly) - 4:11
17. "Another Day" (Nasty/McQuickly) - 2:13
18. "Cheese And Onions" (Nasty/McQuickly) - 2:42
19. "Get Up And Go" (Nasty/McQuickly) - 3:19 (not on LP)
20. "Let's Be Natural" (Nasty/McQuickly) - 3:22

Todas las canciones están escritas por Neil Innes. Los autores marcados al lado de las canciones representan los autores de 'ficción' siguiendo el criterio del 'Universo Rutle'

### The Rutles 12" EP(1978)
Cara 1
1. "I Must Be In Love" - 2:04
2. "Doubleback Alley" - 2:54
3. "With A Girl Like You" - 1:50

Cara 2
1. "Another Day" - 2:09
2. "Let's Be Natural" - 3:23

### The RutlesArchaeology(1996)
1. "Major Happy's Up-And-Coming Once Upon A Good Time Band"
2. "Rendezvous"
3. "Questionnaire"
4. "We've Arrived! (And To Prove It We're Here)" (recorded in 1978 with Halsall)
5. "Lonely-Phobia"
6. "Unfinished Words" (backing track, recorded in 1978 with Halsall)
7. "Hey Mister!"
8. "Easy Listening"
9. "Now She's Left You" (recorded in 1978 with Halsall)
10. "The Knicker Elastic King"
11. "I Love You"
12. "Eine Kleine Middle Klasse Musik"
13. "Joe Public"
14. "Shangri-La"
15. "Don't Know Why"
16. "Back In '64"

Todas las canciones son del músico británico Neil Innes (1944-2019).

### Bootlegs
Bootlegs incluyen Hard Days Rut, Rehearsal, Sweet Rutle Tracks, Rutles To Let, Sgt. Rutters Only Darts Club Band, y Rutland's Rare Rutles Revisited.